# توئین پیکس
توئین پیکس یا چکاد های دوقلو (در انگلیسی: Twin Peaks) نام مجموعه تلویزیونی درام آمریکایی است که اولین بار در آوریل ۱۹۹۰ به دست دیوید لینچ و مارک فراست تهیه و ساخته شد. مجلهٔ تایم این مجموعه را در لیست ۱۰۰ مجموعه تلویزیونی برتر تاریخ قرار داده‌است.
داستان این مجموعه در شهر خیالی توئین پیکس در ایالت واشینگتن آغاز می شود که با آمدن مأمور اف‌بی‌آی دیل کوپر، برای بررسی قتل دختری با نام لورا پالمر که تازه در شهر اتفاق افتاده داستان ادامه پیدا می کند. مجموعه از سه فصل به ترتیب ۸، ۲۲ و ۱۸ قسمتی تشکیل شده‌است.
همچنین دیوید لینچ برای توئین پیکس یک فیلم سینمایی ساخته‌است به نام با من بر آتش برو که ماجرای قبل از قسمت اول سریال را نشان می‌دهد و یک فیلم دیگر هم منتشر کرد که در آن قسمت‌های حذف شده و منتشر نشده سریال را نمایش می‌دهد.
فصل سوم سریال پس از یک وقفهٔ ۲۵ ساله، در ماه مه سال ۲۰۱۷ توسط شبکه تلویزیونی شوتایم پخش می‌گردد. فصل سوم ۱۸ قسمت را دربردارد که به وسیله دیوید لینچ و مارک فراست نوشته شده و دیوید لینچ آن را کارگردانی کرده‌است. نکته جالب در مورد این وقفه ۲۵ ساله آن است که در قسمتی از آن یکی از کاراکترهای مجموعه به بازیگر نقش مقابلش می‌گوید که ۲۵ سال دیگر می‌بیندش و دقیقاً بخش سوم آن پس از طی این مدت زمانی با همان بازیگران ساخته می‌شود و مهمان خانه‌های شما می‌شود.

## بازیگران

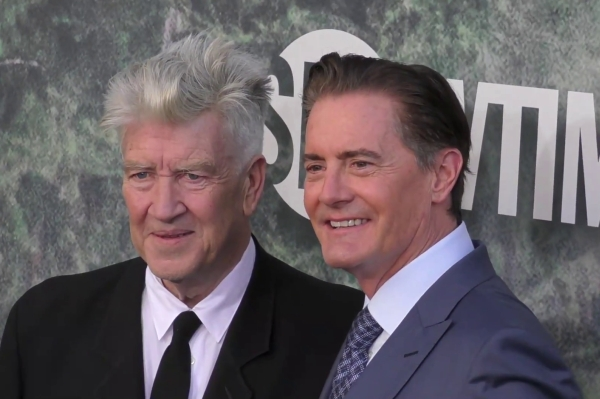
کایل مک‌لاکلن و دیوید لینچ در مراسم افتتاحیه فصل سوم توئین پیکس - ۲۰۱۷

### نقش‌های اصلی
- کایل مک‌لاکلن
- مایکل اونتاکین
- میدشن ایمیک
- دینا اشبروک
- ریچارد بیمر
- لارا فلین بویل
- شریلین فن
- وارن فراست
- پگی لیپتون
- جیمز مارشال
- اورت مک‌گیل
- جک نانس
- ری وایز
- جوآن چن
- پایپر لوری
- کیمی رابرتسون

### نقش‌های مکمل اصلی
- اریک دا ره
- هری گواز
- مایکل هورس
- شریل لی
- راس تامبلین
- کنت ولش

### نقش‌های دوره‌ای
- وندی روبی
- دن اس. دیویس
- کریس مالکی
- گریس زابریسکی
- کاترین ای. کولسن
- یان بوکانان
- ماری جو دشانل
- فرانک سیلوا
- ال استروبل
- دیوید پاتریک کلی
- میگوئل فرر
- جان بویلان
- شارلوت استوارت
- دیوید لینچ
- هدر گراهام
- روبین لایولی
- دن اوهرلیهی
- بیلی زین
- دان آمندولیا
- جیمز بوت
- مایکل پارکس
- کارل استریکن
- لنی فون دولن
- هنک وردن
- مایکل جی اندرسون
- دیوید دوکاونی
- آنتونی جی
- والتر اولکویتز
- دیوید وارنر

## پخش
دو فصل اول این سریال در سال‌های ۱۹۹۰ و ۱۹۹۱ منتشر شد و در سال ۱۹۹۲ فیلم توئین پیکس: با من بر آتش برو، مربوط به ماجراهای قبل از این سریال اکران شد.

## فصل سوم
فصل سوم این سریال که قرار بود پس از ۲۵ سال در سال ۲۰۱۶ میلادی پخش شود، با یک سال تأخیر در ۲۲ مه ۲۰۱۷ از شبکهٔ شوتایم پخش شد.